# Popinci
Popinci (cyr. Попинци) – wieś w Serbii, w Wojwodinie, w okręgu sremskim, w gminie Pećinci. W 2011 roku liczyła 1166 mieszkańców.